# Bois d'Hergies
Het Bois d'Hergies is een  bos in de streek Pays des Collines (gemeente Frasnes-lez-Anvaing) in de provincie Henegouwen in Wallonië. Het 16 hectare grote bos- en natuurgebied is erkend als 'Site de Grand Intérêt Biologique' (SGIB558) en ligt vlabij het Bois Lefèbvre.

## Fauna en flora
Het bos is een Atlantisch beukenbos (hier en daar ook wat eik, kastanje en es) met tapijten van voorjaarsbloeiers als bosanemoon en wilde hyacint en ondergroei van hulst, wilde lijsterbes en adelaarsvaren. Er komt onder andere buizerd, kamsalamander, alpenwatersalamander, vos en ree voor.

## Afbeeldingen

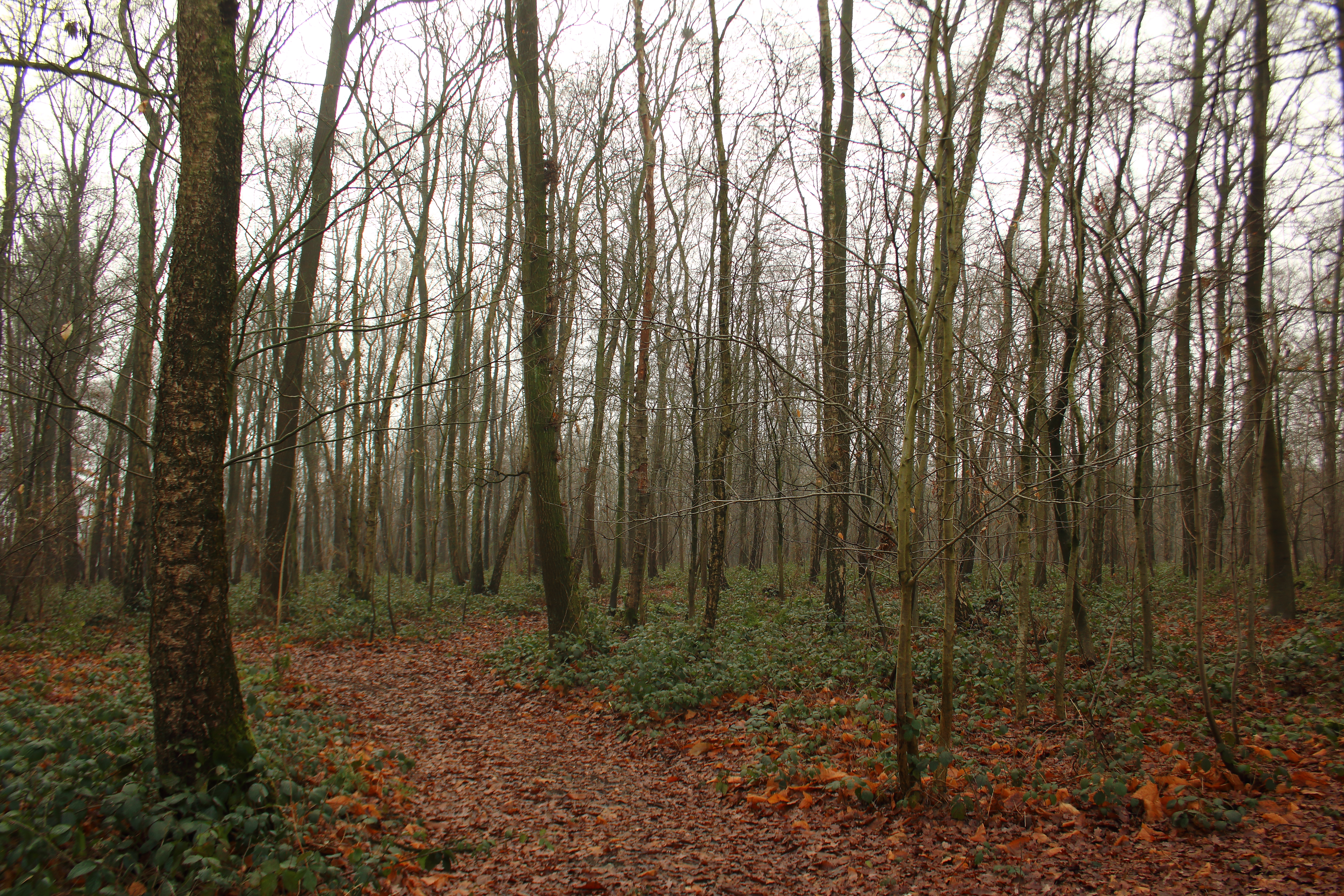
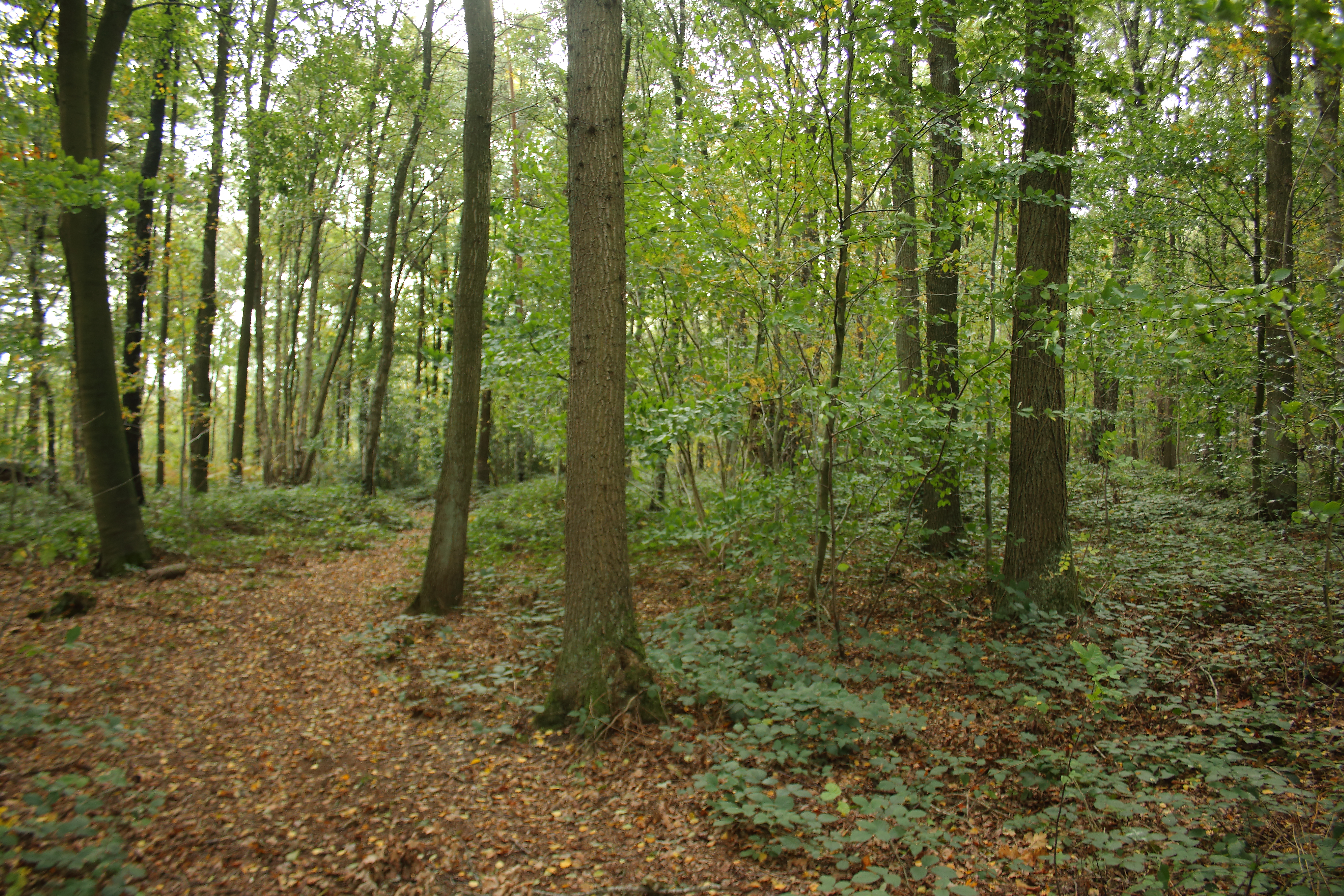
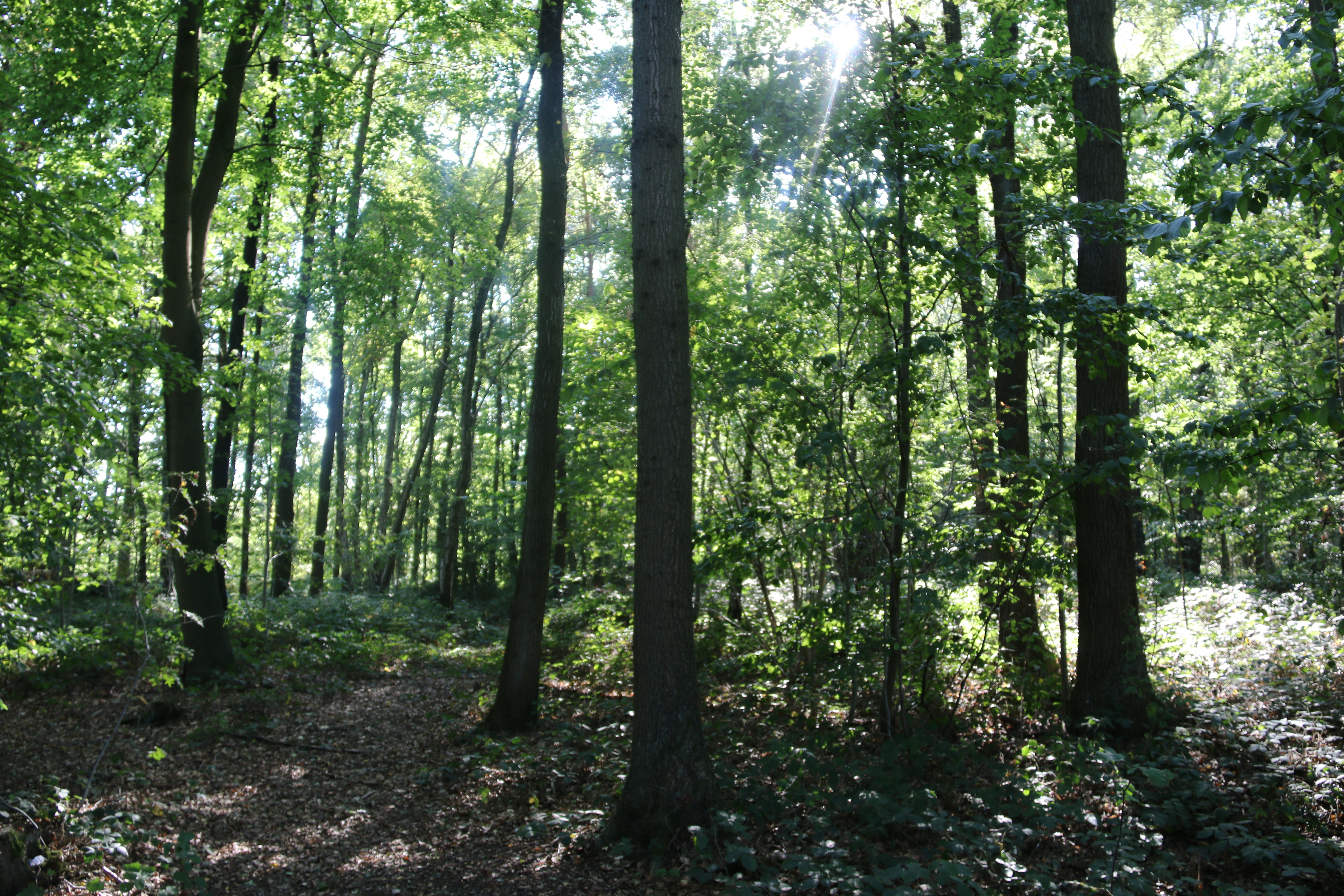
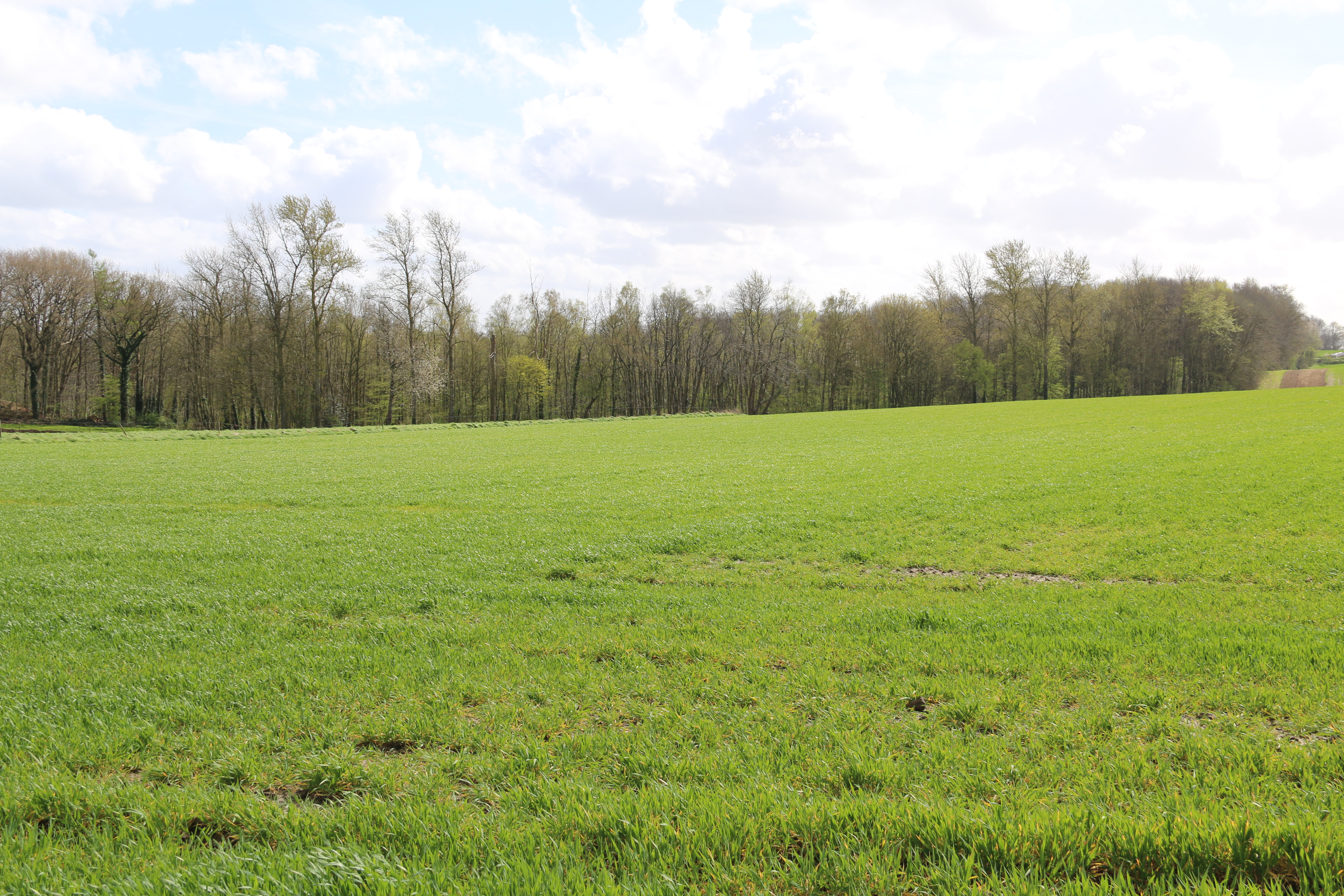
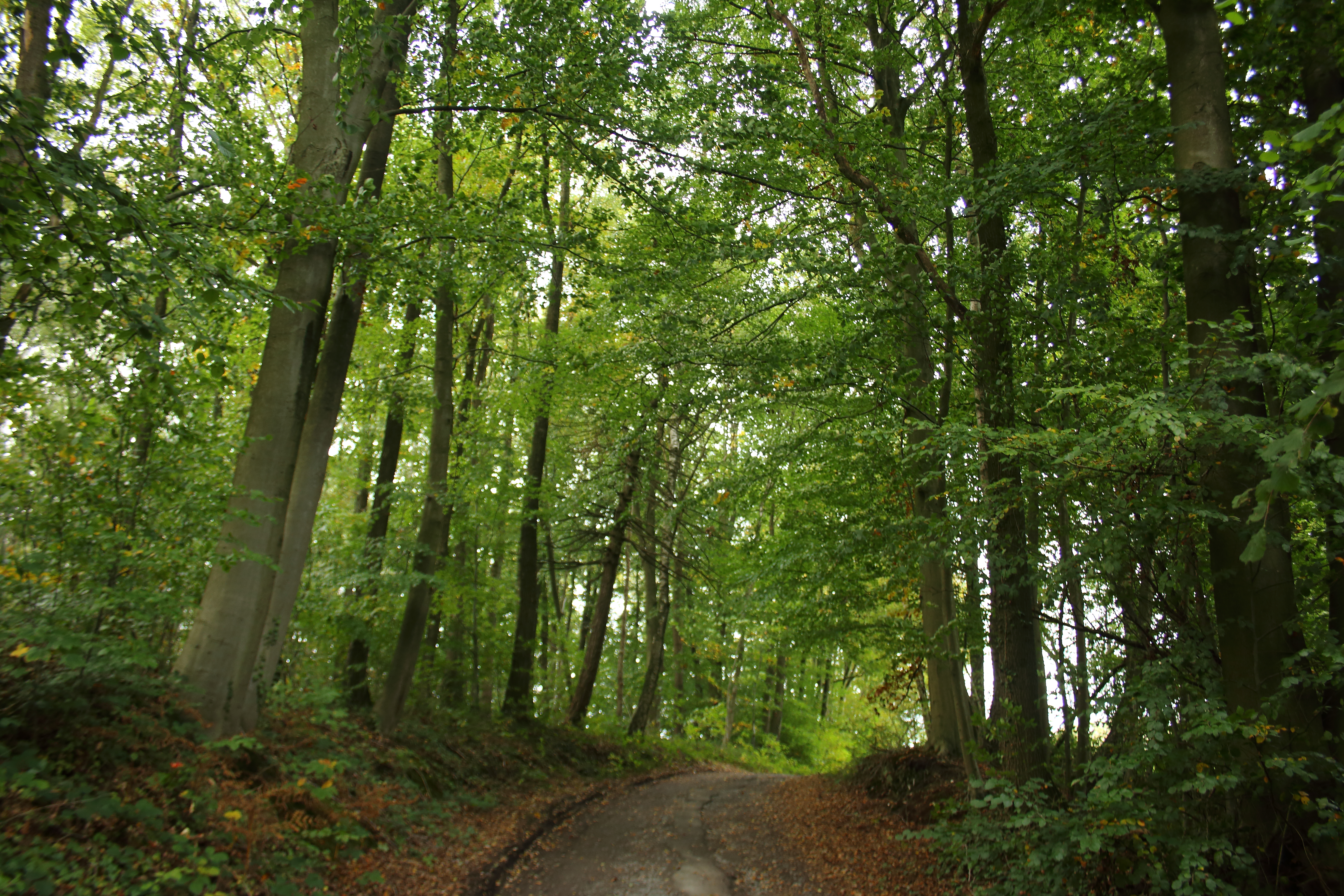
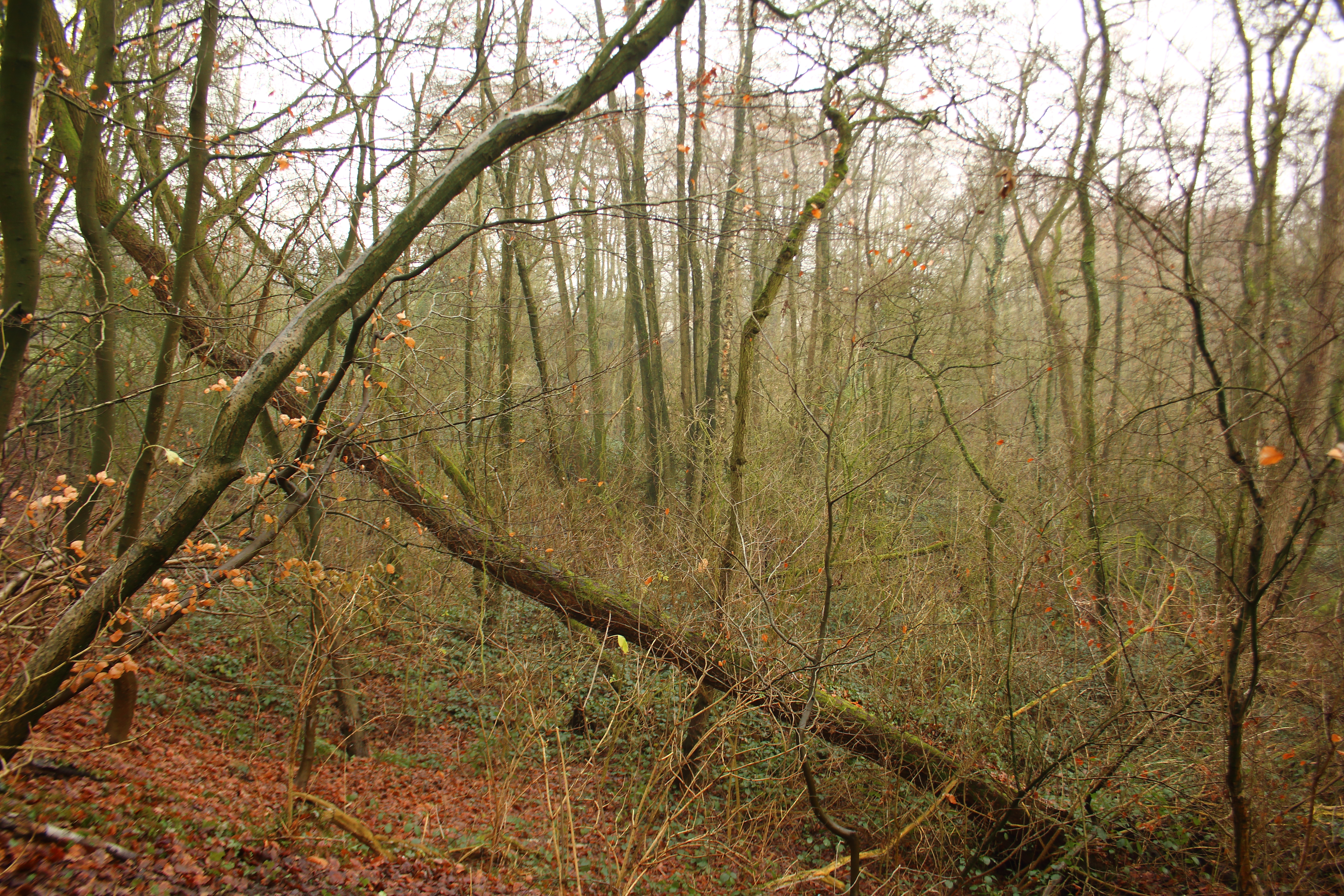